# Luc Berger
Luc Berger (* 2. Mai 1933 in Morges, Schweiz) ist ein Schweizer Festkörperphysiker.

## Leben
Luc Berger studierte an der Universität Lausanne und erhielt dort 1955 sein Diplom und wurde 1960 in Physik promoviert. Als Post-Doktorand war er an der Carnegie Mellon University, an der er 1961 Assistant Professor, 1963 Associate Professor und 1973 Professor wurde. 1995 wurde er emeritiert.
1973/74 war er Gastprofessor an der University of California, Los Angeles.
Er befasst sich mit elektronischer Struktur von Übergangsmetallen, Ferromagnetismus (bei Eisen, Nickel, Cobalt, deren Legierungen und Gläsern) und Transportprozessen in Ferromagneten, wobei er die Wechselwirkung von Elektronen mit Spin-Wellen, Domänenwänden, Grenzflächen dünner Filme und anderen Störungen im magnetischen Spin-System über die s-d-Austauschenergie und hydromagnetische Kräfte untersuchte und anisotrope Streuung an magnetisierten chemischen Störstellen über die Spin-Bahn-Wechselwirkungsenergie.
2013 erhielt er mit John Slonczewski den Oliver E. Buckley Condensed Matter Prize für die Vorhersage von Spin-Transfer-Momenten und die Begründung des Gebiets der Strom-induzierten Kontrolle über magnetische Nanostrukturen (Laudatio). Er ist Life Member des IEEE.

## Schriften (Auswahl)
- Relation Between Damping, Current-Induced Torques, and Wall Resistance, Physical Review B, Band 75, 2007, S. 174401
- mit S. Mukherjee: Switching of Composite Media by Wall Propagation, J. Appl. Phys., Band 99, 2006, S. 08Q909
- Analysis of Measured Transport Properties of Domain Walls in Magnetic Nanowires and Films, Physical Review B, Band 73, 2006, S. 014407
- Relation Between Giant Magnetoresistance and Critical Current for Spin Precession in Magnetic Multilayers, Physical Review B, Band 72, 2005, S. 100402
- mit A. Rebei,  R. Chantrell, M. Covington: 1/f-Type Noise in a Spin Valve, J. Appl. Phys., Band 97, 2005, S. 10E306
- Influence of Current Leads on Critical Current for Spin Precession in Magnetic Multilayers, J. Magn. Magn. Mater., Band 278, 2004, S. 185